# Puñal (Dominikanische Republik)
Puñal ist eine Gemeinde in der Dominikanischen Republik. Sie ist eine der neun Gemeinden der Provinz Santiago und hat 50.117 Einwohner (2019). Teile des Flughafens Cibao befinden sich hier.

## Gliederung
Puñal gliedert sich in drei Bezirke:
- Puñal
- Guayabal
- Canabacoa

## Geschichte
Puñal wurde 1937 ein ländlicher Teil der Gemeinde Santiago de los Caballeros, bestehend aus den Orten: Guayabal, Matanzas und Laguna Prieta. Im Februar 2006 wurde der ländliche Teil von Puñal in die Kategorie einer Gemeinde erhoben.